# Dysschema subapicalis
Dysschema subapicalis là một loài bướm đêm thuộc phân họ Arctiinae, họ Erebidae. Les adultes sont sexuellement dimorphes.